# Цепочка Тоды
Цепо́чка То́ды (англ. Toda's chain) — система дискретных нелинейных уравнений, описывающих динамику взаимосвязанных нелинейных осцилляторов. Имеет важное значение в теории колебаний кристаллических решёток.
Система в общем случае имеет вид:
{\displaystyle m{\ddot {r}}_{n}=2f(r_{n})-f(r_{n+1})-f(r_{n-1})}
где {\displaystyle r_{n}(t)} имеет смысл величины отклонения n-го осциллятора от положения равновесия, а {\displaystyle f(r_{i})} — нелинейная функция, имеющая смысл возвращающей силы, действующей на i-ый осциллятор. Точки означают взятие операции дифференцирования.
Впервые предложена и проанализирована для случая {\displaystyle f(t)=-\alpha (1-\exp(-\beta t))} Морикадзу Тодой в 1967 году.

## Эквивалентная форма
Уравнение цепочки Тоды удобно анализировать в эквивалентной форме следующего вида
{\displaystyle {\dot {s}}_{n}=f(r_{n})}
{\displaystyle m{\dot {r}}_{n}=2s_{n}-s_{n+1}-s_{n-1}}

## Решения
Можно показать, что уравнения, описывающие динамику цепочки Тоды, имеют решения в виде стационарных бегущих волн, имеющих вид
{\displaystyle s_{n}=S(\theta )=S(\omega t-pn)}
где функция {\displaystyle S(\theta )} в случае, если {\displaystyle f(r_{i})=-\alpha (1-\exp(-\beta t))}, удовлетворяет уравнению
{\displaystyle {\frac {m\omega ^{2}}{\beta }}{\frac {S''}{\alpha +\omega S'}}=S(\theta +p)+S(\theta -p)-S(\theta )}
Решение этого уравнения выражается через эллиптические функции Якоби:
{\displaystyle S(\theta )=bZ(2K\theta )}
где
{\displaystyle Z(\theta )=E(\theta )-\theta {\frac {E(K)}{K}}} — дзета-функция Якоби, имеющая период 2K
{\displaystyle E(\zeta )=\int \limits _{0}^{\zeta }\mathrm {dn} ^{2}zdz}
Здесь K — полный эллиптический интеграл первого рода. Связь коэффициентов b и {\displaystyle \omega } с параметрами {\displaystyle \alpha }, {\displaystyle \beta } и m достаточно сложна, однако упрощается в предельных случаях.
Функция {\displaystyle r_{n}} находится из соотношения
{\displaystyle -\alpha \left(1-e^{-\beta r_{n}}\right)={\dot {s}}_{n}=2K\omega b\left(\mathrm {dn} ^{2}2K\theta -{\frac {E}{K}}\right)}
Особым решением является уединённое локализованное решение солитонного типа. Оно может быть получено в пределе {\displaystyle K\to \infty }, при одновременном выполнении условий:
{\displaystyle 2K\omega \to \Omega }
{\displaystyle 2Kp\to P}
В этом случае эллиптические функции переходят в гиперболические, и решение принимает вид
{\displaystyle -\alpha \left(1-\beta e^{-r_{n}}\right)={\frac {m\Omega ^{2}}{\beta \cosh ^{2}\left[\Omega t-Pn\right]}}}
М. Тода в своих работах показал, что эти солитоны после взаимодействия друг с другом не изменяют первоначальную форму. Любое начальное распределение в процессе эволюции разделяется на множество солитонов. Точное решение этой задачи было получено методом обратной задачи рассеяния.